# Viktor Axelsson
Viktor Jan Gustaf Axelsson, född 17 december 1992, är en svensk skådespelare.
Han har medverkat i filmerna Zozo, där han gestaltar Zozos svenske vän Leo, Linas kvällsbok, där han spelar Ivar, och Rana, där han porträtterar Emil.

## Filmografi
- 2005 – Zozo
- 2007 – Linas kvällsbok